# Emulsion
En emulsion er en blanding af to væsker som ikke er opløselige i hinanden. Et typisk eksempel på sådanne to væsker er olie og vand.
Man skelner mellem olie-i-vand emulsioner, hvor olien danner små dråber i vandet, og vand-i-olie emulsioner, hvor det er vandet der danner små dråber i olien. Dråberne er så små at de ikke kan ses med det blotte øje, men store nok til at de spreder det lys som ellers ville bevæge sig uhindret igennem væsken. Dette betyder at emulsioner har et mælkeagtigt til grumset udseende, afhængig af dråbernes størrelse.
En emulsion kan dannes ved at hælde vand og olie sammen og ryste det kraftigt. Hvis man ikke ryster det lægger olien sig blot oven på vandet. Emulsioner er ikke stabile, og de vil med tiden skille ad så der igen dannes en ren vandfase og en ren oliefase. Dette skyldes, at når to væsker ikke er blandbare, vil de ordne sig således at kontakten imellem dem er mindst mulig. Det er et udtryk for den kraft, som kaldes overfladespænding.
En emulsion kan stabiliseres ved tilsætning af en emulgator, som virker ved at nedsætte overfladespændingen mellem de to væsker. De forbliver derfor blandet i stedet for at skilles ad i henholdsvis olie- og vandfasen.

## Eksempler på emulsioner
- Asfalt
- Kosmetiske cremer
- Margarine
- Mayonnaise
- Mælk
- Smør
- Yoghurt, og andre syrlige mælkeprodukter